# Emil Hedenström
Emi Laurentius Hedenström, född 24 mars 1892 i Forsa, Hälsingland, död 25 juli 1957 i Stockholm, var en svensk målare.
Hedenström var som konstnär autodidakt. Hans konst består av stilleben blommor och landskap. Han var sambo med Elsa Margareta Berg.